# Luscombe 8
Die Luscombe 8 (auch Luscombe 50) ist ein 2-sitziges Schul- und Sportflugzeug des US-amerikanischen Herstellers Luscombe Aircraft Corporation aus den 1930er und 1940er Jahren. Bis 1937 firmierte das Unternehmen als Luscombe Airplane Development Corporation.

## Geschichte

### 1938 bis 1942
Die Planungen begannen 1937 und im Juni 1938 wurde der erste Testflug durchgeführt. Die von Don Luscombe entwickelte Luscombe 8 war von Anfang an ein großer wirtschaftlicher Erfolg für das Unternehmen. Vom Beginn der Serienproduktion 1938 bis 1939 wurden 100 Maschinen verkauft, die Abnehmer waren hauptsächlich Flugschulen. Die Fertigung der Luscombe 8 wurde eingestellt, als der neue 65 PS leistende Continental-Motor A65 verfügbar war. Mit diesem Triebwerk änderte sich die Bezeichnung in Luscombe 8A, während sonstige technische Änderungen nicht bekannt sind. Die Mehrzahl der Luscombe 8A setzten zivile Flugschulen im Rahmen des Civilian Pilot Training Program (CPTP) zur Anfängerschulung von zukünftigen Militärpiloten ein.
Kurz nach Continental stellte auch Lycoming mit dem O-145 seinen 65-PS-Motor vor, den Luscombe in der neuen Version Luscombe 8B verwendete. Diese wurde anfangs nur als Trainer zu einem reduzierten Preis angeboten, war später jedoch auch in der Standard- oder Deluxe-Ausstattung verfügbar. Die 1941 vorgestellte Version Silvaire hatte ein neues 75-PS-Triebwerk von Continental. Angeboten wurde die Silvaire als Standardausführung Luscombe 8C oder als Deluxe-Version Luscombe 8D.
Bis zum Kriegseintritt der USA im Dezember 1941 hatte das Unternehmen etwa 1200 Luscombe 8, hauptsächlich in der Version 8A, hergestellt. Don Luscombe verkaufte dann seine Anteile an dem Unternehmen (65 %) an seinen Partner Leopold Klotz, der die Produktion auf die Herstellung von Komponenten für Militärflugzeuge umstellte. Als man feststellte, dass Klotz kein US-Bürger ist, wurde das Werk unter staatliche Verwaltung gestellt. Nach der Einbürgerung von Klotz wurde ihm das Unternehmen 1944 jedoch wieder übereignet. Nach Kriegsende baute Klotz in Dallas (Texas) ein neues Werk und stellte Eugene W. Norris als Chefingenieur ein. Norris konstruierte eine neue Ganzmetalltragfläche, die von einer einzelnen verstärkten Strebe statt der bisherigen zwei in V-Form angeordneten Streben gegen den Rumpf abgestützt wurde. Ab Mitte 1946 hatten alle Luscombe-Varianten diese Tragfläche.

### 1946 bis 1949
Von den Vorkriegsvarianten wurde zumindest die 8A, anfangs noch mit der alten Tragfläche, von 1946 bis 1948 wieder gebaut. Neu angebotene Versionen waren die 8E mit einem Continental C-85 (85 PS), deren Entwicklung bereits 1942 begonnen wurde, gefolgt von der 1948 vorgestellten 8F mit einem Continental-C-90-Triebwerk (90 PS). Aus der 8F entstand die T8F Observer mit einer Tandemsitz-Anordnung, die für eine militärische Verwendung vorgesehen war, aber hauptsächlich im zivilen Bereich für die Luftbildfotografie eingesetzt wurde.
Im Frühjahr 1949 ging das Unternehmen in Insolvenz, da infolge der großen Zahl billig angebotener ehemaliger Kriegsflugzeuge der von vielen Fachleuten vorhergesagte Nachkriegs-Nachfrageboom nach neuen Leichtflugzeugen ausblieb. Temco Engineering übernahm zwar die Produktionseinrichtungen von Luscombe, musste aber ebenfalls nach dem Bau weniger Flugzeuge bereits 1950 die Geschäftstätigkeit einstellen. Das letzte Flugzeug war eine 8F mit der Werknummer 6775.

### 1955 bis 1960
Zwischen 1955 und 1960 versuchte eine Unternehmensgruppe aus Colorado die Produktion wieder aufzunehmen, musste jedoch ebenfalls wegen finanzieller Probleme aufgeben.

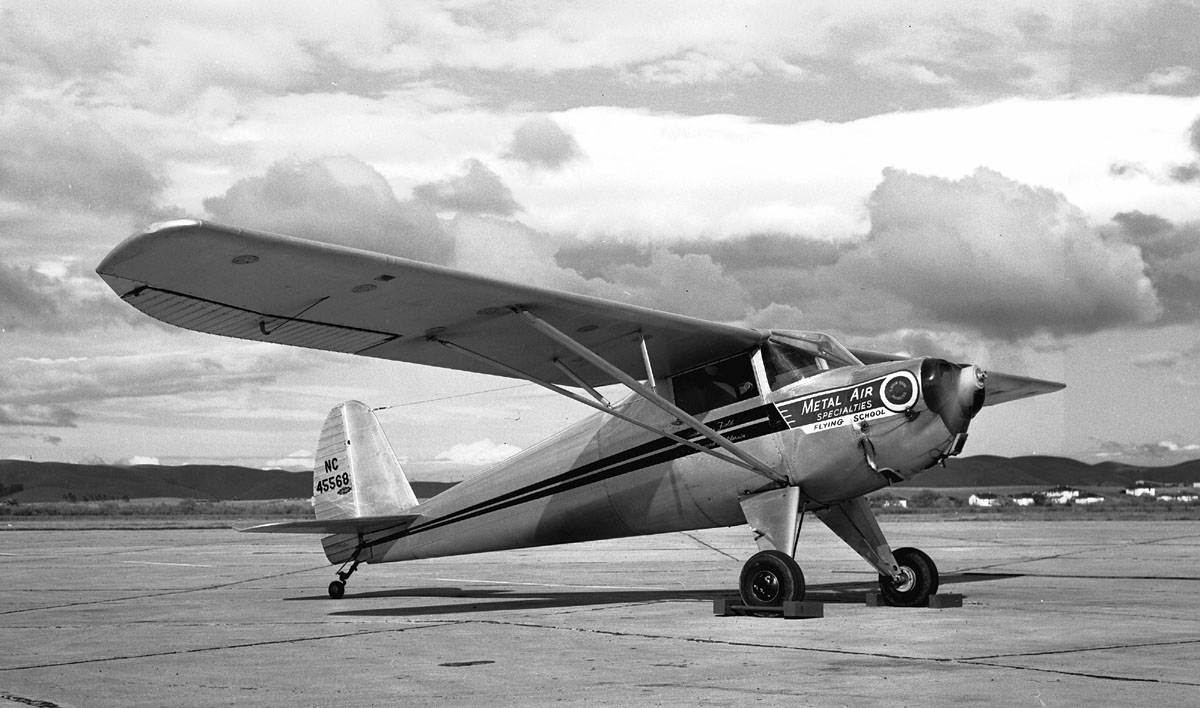
Luscombe 8A
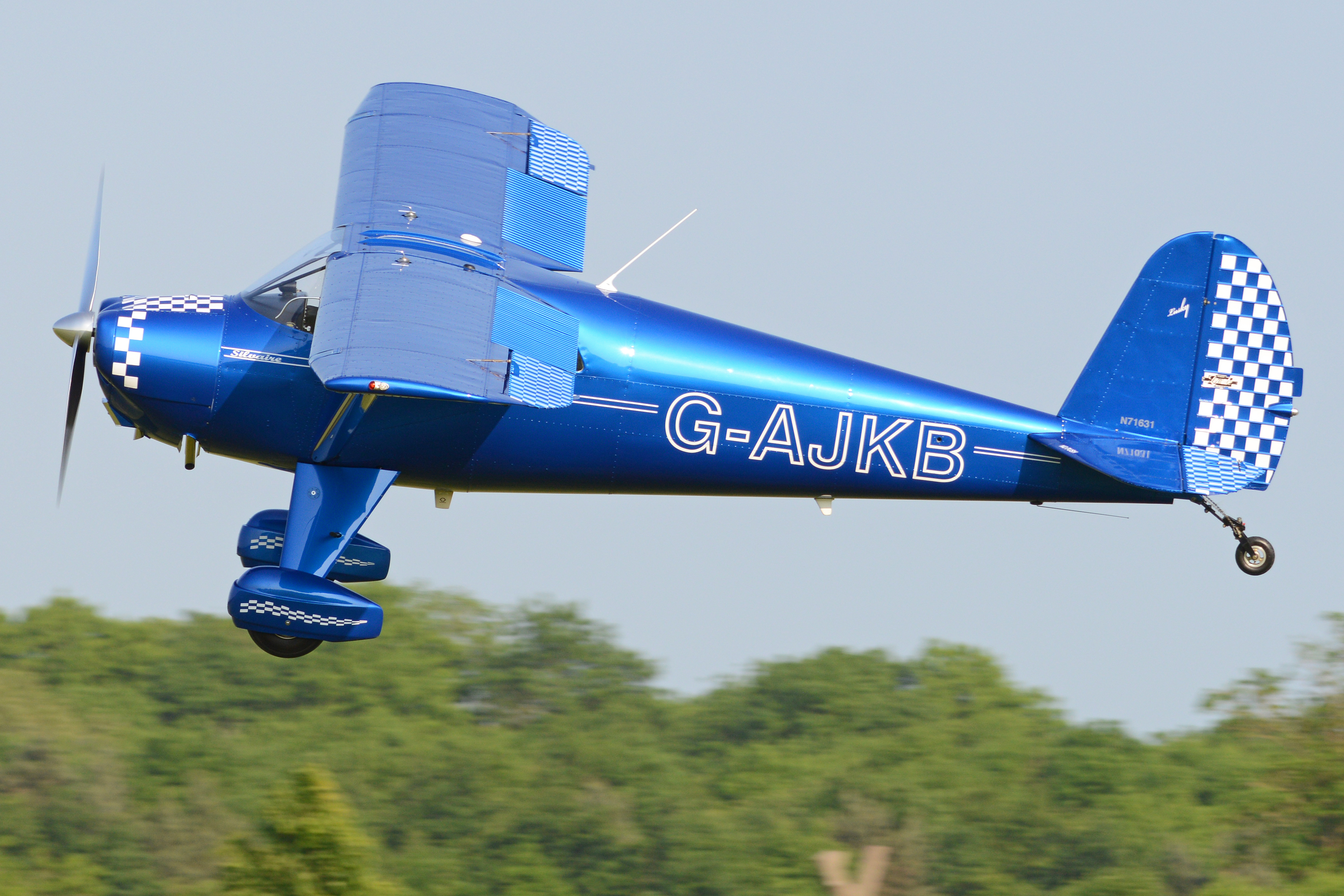
Luscombe 8E
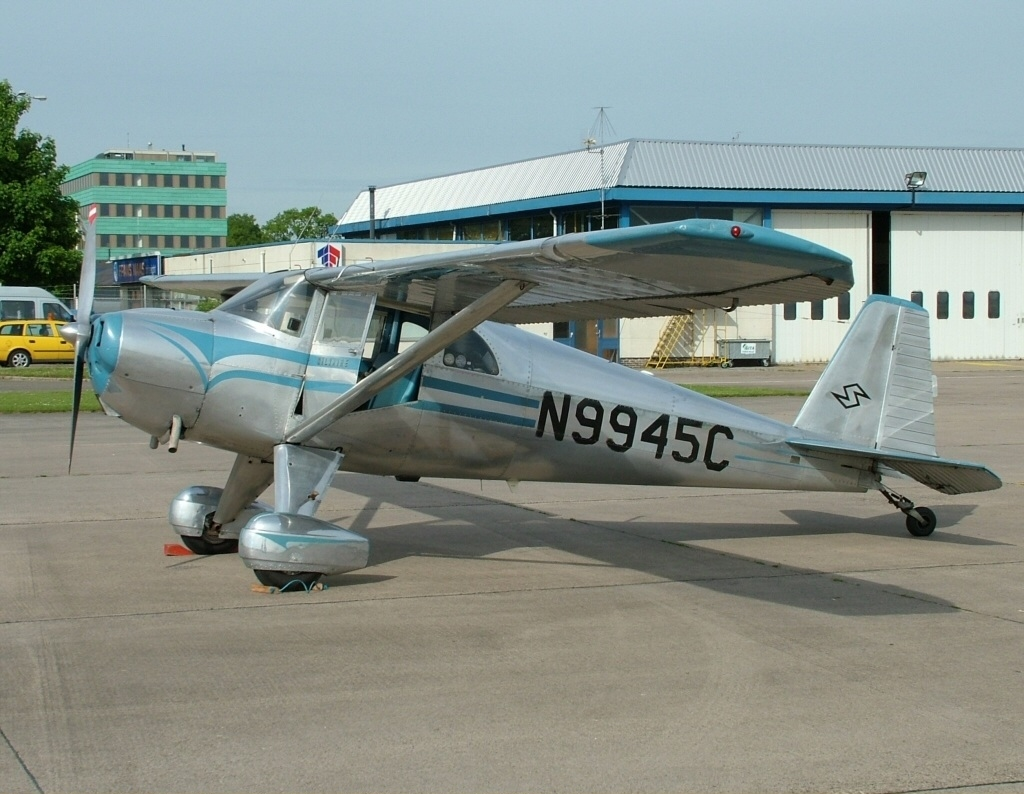
Luscombe 8F

## Militärische Verwendung
Eine offizielle Beschaffung des Musters durch die United States Army Air Forces (USAAF) gab es nicht. Lediglich zwei private Maschinen (eine 8A und eine 8B) wurden 1942 in der Panamakanalzone bei US-Bürgern requiriert und als C-90 bzw. UC-90 von der USAAF eingesetzt.

## Konstruktion
Die Luscombe 8 ist ein einmotoriger, als Schulterdecker ausgelegter Kabineneindecker mit zwei nebeneinander liegenden Sitzen. Der Rumpf war eine Ganzmetall-Halbschalenkonstruktion, während die Metall-Tragflächenstruktur anfangs mit Stoff bespannt war. Traditionell verwendete Luscombe keine Holz-Konstruktionselemente. Ab Mitte 1946 wurde die Stoffbespannung der Tragflächen durch eine Metallbeplankung ersetzt.

## Technische Daten
| Kenngröße             | Daten der Luscombe 8F                           |
| --------------------- | ----------------------------------------------- |
| Länge                 | 6,10 m                                          |
| Spannweite            | 10,66 m                                         |
| Höhe                  | 1,78 m                                          |
| Leermasse             | 317 kg                                          |
| max. Startmasse       | 571 kg                                          |
| Antrieb               | Continental O-90-12 F                           |
| Propeller             | Flottorp oder Curtiss-Reed Zwei-Blatt-Propeller |
| Höchstgeschwindigkeit | 201 km/h                                        |
| Reisegeschwindigkeit  | 185 km/h                                        |
| Dienstgipfelhöhe      | 5200 m                                          |
| Reichweite            | ca. 800 km                                      |

## Zwischenfälle
In der Nutzungszeit dieses Flugzeugtyps gab es bisher 402 Unfälle mit insgesamt 211 Toten.